# Najas schweinfurthii
Najas schweinfurthii är en dybladsväxtart som beskrevs av Paul Wilhelm Magnus. Najas schweinfurthii ingår i släktet najasar, och familjen dybladsväxter. IUCN kategoriserar arten globalt som livskraftig. Inga underarter finns listade.